# Польское военное кладбище в Монте-Кассино
Польское военное кладбище в Монте-Кассино (пол. Polski Cmentarz Wojenny na Monte Cassino, итал. Cimitero militare polacco di Montecassino) — польское военное кладбище Второй мировой войны недалеко от города Кассино, Италия.
На кладбище находятся 1072 могилы солдат и офицеров Армии Андерса, павших в Битве под Монте-Кассино. Также на кладбище похоронены генерал Владислав Андерс (1970 г.) и его жена Ирена (2011 г.).
Решение о создании кладбища в районе самых тяжелых боев 3-й Карпатской пехотной дивизии было принято в 1944 году генералом Владиславом Андерсом. Строительство кладбища проводилось в 1944—1945 годах силами личного состава Армии Андерса с участием итальянских рабочих. Кладбище было размещено на небольшом склоне в низине между монастырем Монтекассино и расположенным рядом холмом. Это место во время битвы получило название «Долина Смерти». Кладбище было спроектировано польскими архитекторами Вацлавом Гриневичем (пол. Wacław Hryniewicz) и Ежи Сколимовским (пол. Jerzy Skolimowski), руководил строительством польский инженер Тадеуш Мушиньский (пол. Tadeusz Muszyński).
Торжественное открытие и освящение кладбища состоялось 1 сентября 1945 года с участием представителей Правительства Польши в изгнании и Главного командования союзных войск.
Вход на кладбище украшен двумя монументальными каменными орлами с гусарскими крыльями. Каменные надгробья размещены амфитеатром на девяти террасах. Террасы завершаются у каменной стены с выбитыми на ней символами частей Армии Андерса, венчает стену алтарь. Выше на склоне находится площадка в виде стилизованного креста Virtuti Militari, в центре которой — каменный барельеф с изображением польского государственного герба. У подножья размещена надпись: «Прохожий, скажи Польше, что мы погибли верными в служении ей» (пол. Przechodniu, powiedz Polsce, żeśmy polegli wierni w jej służbie).
На кладбище находится Музей памяти 2-го Польского корпуса генерала Андерса (пол. Muzeum Pamięci 2 Korpusu Polskiego gen. Władysława Andersa), открытый 17 мая 2014 года в честь 70-летия битвы под Монте-Кассино. Музей был создан по инициативе Союза поляков в Италии при поддержке Посольства Польши.
Польско-итальянские взаимоотношения относительно польских военных кладбищ в Италии, в том числе кладбища в Монте-Кассино, регулируются положениями «Соглашения между Правительством Республики Польша и Правительством Итальянской Республики о военных захоронениях», подписанного в Риме 30 марта 2012 года.
Содержание кладбища в Монте-Кассино финансируется Министерством культуры и национального наследия Польши.